# 詹姆斯·巴恩斯 (作曲家)

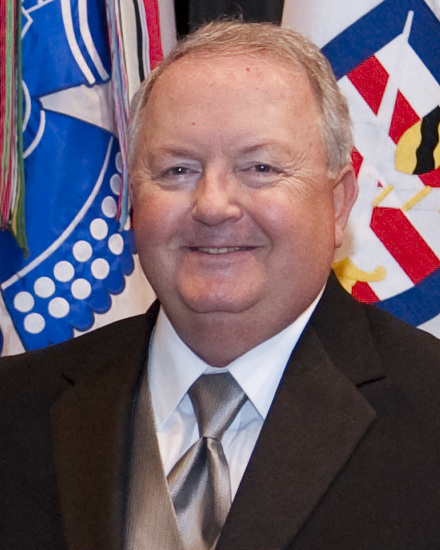
2011年的巴恩斯

詹姆斯·查尔斯·巴恩斯（英語：James Charles Barnes，1949年9月9日—），美国作曲家，出生于奧克拉荷馬州霍巴特。

## 歷略
巴恩斯1974年畢業於堪萨斯大学，主修作曲、音樂理論，復於1975年取得音樂碩士學位。此外，他曾私下與陈佐湟學習指揮。1977年始，受聘於堪薩斯州大，教授作曲及音樂理論。2015年8月退休，保有榮譽職銜。
巴恩斯的作品在美國、歐洲、日本、台灣和澳洲經常演出。東京佼成管樂團曾錄製、發行三張他的作品專輯。在作曲以外，巴恩斯還演奏低音號，曾與美國幾個職業團體同台演出。
他是二屆美國管樂指導者協會奧斯特瓦爾德獎當代管樂作品獎得主。

## 作品節選

### 依出版序
- 第2號交響曲，第44號作品
- Alvamar Overture，第45號作品
- Appalachian Overture，第51號作品
- Chorale Prelude on a German Folk Tune，第61號作品
- Duo Concertante，第74號作品
- 交響序曲（Symphonic Overture），第80號作品
- 第3號交響曲，第89號作品
- A Very American Overture，第93號作品
- Golden Festival Overture，第95號作品
- Dream Journey，第98號作品
- 第4號交響曲，第103號作品
- 第5號交響曲，第110號作品
- Foxfire Overture，第111號作品
- A Solemn Prelude，第114號作品
- 第6號交響曲，第130號作品
- Symphonic Essay，第133號作品
- Tribute，第134號作品
- 第7號交響曲，第135號作品
- 第8號交響曲，第148號作品
- 第9號交響曲，第160號作品

### 其他
- Citadel，2015年
- Credo，2016年
- Dexter Park Celebration，2017年